# Trachelas sylvae
Trachelas sylvae är en spindelart som beskrevs av Lodovico di Caporiacco 1949. Trachelas sylvae ingår i släktet Trachelas och familjen flinkspindlar.
Artens utbredningsområde är Kenya. Inga underarter finns listade i Catalogue of Life.